# Bernard Bolzano
Bernard Placidus Johann Nepomuk Bolzano (Prága, 1781. október 5. – Prága, 1848. december 18.) szudétanémet matematikus, filozófus.

## Élete
Bolzano 1796-ban a Prágai Egyetem Filozófia Karára nyert felvételt. Itt a filozófia mellett matematikát is tanult. Jelentős ismeretelméleti tanokat dolgozott ki; ez az érdeklődés okozta, hogy a matematikának is a filozofikus oldala érdekelte és kevésbé a konkrétumok. Egyszer ezt írta magáról:
,,…a matematikának kizárólag az a része érdekel, amely egyben filozófia is."
1800 őszén hároméves filozófiai tanulmányt kezdett el. Eközben készült a doktori értekezése is a geometria témaköréből, melyet végül 1804-ben sikeresen megvédett. Mindössze két nappal később római katolikus pappá szentelték. Rövidesen felismerte, hogy a papi szolgálatnál jobban kedveli a tanítást.
1804-ben mégis a prágai filozófiai és vallási karon helyezkedett el. A gazdasági igazságosság szószólójaként és pacifizmusa miatt azonban 1819-ben osztrák kormányzati nyomásra felfüggesztették. Nem adta fel harc nélkül, de végül eretnekség vádjával házi őrizetet kapott és eltiltották a publikálástól.
Ezután néhány könyvét mégis sikerült megjelentetni, igaz, a cenzúra miatt csak külföldön. Hazája intellektuális életéből azonban nem sikerült kirekeszteni. Erste lieferung címmel 1810-ben kiadta egy, a matematika alapjairól szóló, tervezett sorozat első kötetét. Majd megírta a második kötetet is, de azt már nem publikálta. Elhatározta, hogy figyelemfelkeltő, kihívó cikkekkel ismertebbé teszi magát a művelt világ előtt. Ezt a stratégiát követve kiadta Der binomische Lehrsatz … (1816) és Rein analytischer Beweis… (1817) című műveit. Utóbbiban nem kisebb célt tűzött ki maga elé, mint hogy megszabadítja az analízist a végtelen kis mennyiségektől. Bevezetőjében ezt írta:
,,Az analízis fejlesztésének egy lehetséges új útja."
Sok munkát tervezett elvégezni, de eredményei igazán csak halála után váltak ismertté. Meg akarta reformálni a határérték, konvergencia, derivált fogalmait és aritmetikai elemekkel kívánta helyettesíteni azokat. Új módszereivel próbált régebbi tételeket igazolni. Egy középértéktétel bizonyításáról szóló cikkében már megjelent az a fogalom, amit ma Cauchy-sorozat néven ismerünk. Ez a definíció Cauchynál csak négy évvel később jelent meg, de valószínűsíthető, hogy nem olvasta Bolzano eredményét.
1817-től hosszú évekig nem publikált semmilyen matematikai eredményt. 1837-ben kiadta Wissenschaftslehre című művét, amelyben kísérletet tett egy átfogó ismeretelméleti tan kidolgozására.
1830 és 1840 között, Grössenlehre című munkájában megpróbálta a teljes matematikát logikai alapokra helyezni, de ezt már nem tudta befejezni. Remélte, hogy tanítványai elvégzik helyette ezt a munkát.
A végtelennel kapcsolatos ellentmondásokról szóló Paradoxien des Unendlichen című könyvét csak 1851-ben, halála után három évvel adta ki egy tanítványa. Itt jelent meg először a halmaz szó (Menge), és ebben sikerült Bolzanonak olyan halmazokra példát adni, amelyek kölcsönösen egyértelműen megfeleltethetőek valamely valódi részhalmazukkal. "Halmazelmélete" eredményeit annyira paradoxnak érezte – az Euklidész-féle részről és egészről szóló axióma megsértése miatt – hogy végül elvetésük mellett döntött. Könyvét pedig nem adta ki, bár 1847-ben befejezte, halála előtt egy évvel.
A végtelen fogalmának tárgyalása során Bolzano sok olyan eredményt kapott, ami előfutára volt Georg Cantor végtelen halmazokkal kapcsolatos úttörő munkájának. Érdemes megjegyezni még, hogy sikerült olyan függvényt találnia, amely folytonos ugyan, de sehol sem differenciálható.
Sok munkája végleg kézirat formájában maradt meg, ezért ezek nem gyakorolhattak hatást a matematika fejlődésére.

## Magyarul
- A lélek halhatatlansága avagy Athanázia / Mi a filozófia?; ford. Csikós Ella, Mezei Balázs, jegyz. Mezei Balázs; Szt. István Társulat, Bp., 2001 (Fides et ratio)